# Cape Gorbatyi
Das Cape Gorbatyi ist ein pyramidenförmiges, felsiges Kap an der Ingrid-Christensen-Küste des ostantarktischen Prinzessin-Elisabeth-Lands. Es liegt 2 km östlich von Efremova Island in der Gruppe der Rauer-Inseln und begrenzt südlich die Einfahrt von der Prydz Bay in die Buhta Russkogo Soldata.
Wissenschaftler einer von 1992 bis 1993 durchgeführten Kampagne der Australian National Antarctic Research Expeditions besuchten es. Das Antarctic Names Committee of Australia übernahm 2016 eine von russischen Wissenschaftlern vorgenommene Benennung. Der weitere Benennungshintergrund ist nicht überliefert.